# Xã East Chain, Quận Martin, Minnesota
Xã East Chain (tiếng Anh: East Chain Township) là một xã thuộc quận Martin, tiểu bang Minnesota, Hoa Kỳ. Năm 2010, dân số của xã này là 296 người.